# Pselliophora speciosa
Pselliophora speciosa är en tvåvingeart som beskrevs av Edwards 1916. Pselliophora speciosa ingår i släktet Pselliophora och familjen storharkrankar. Inga underarter finns listade i Catalogue of Life.